# Vůdcovský uzel

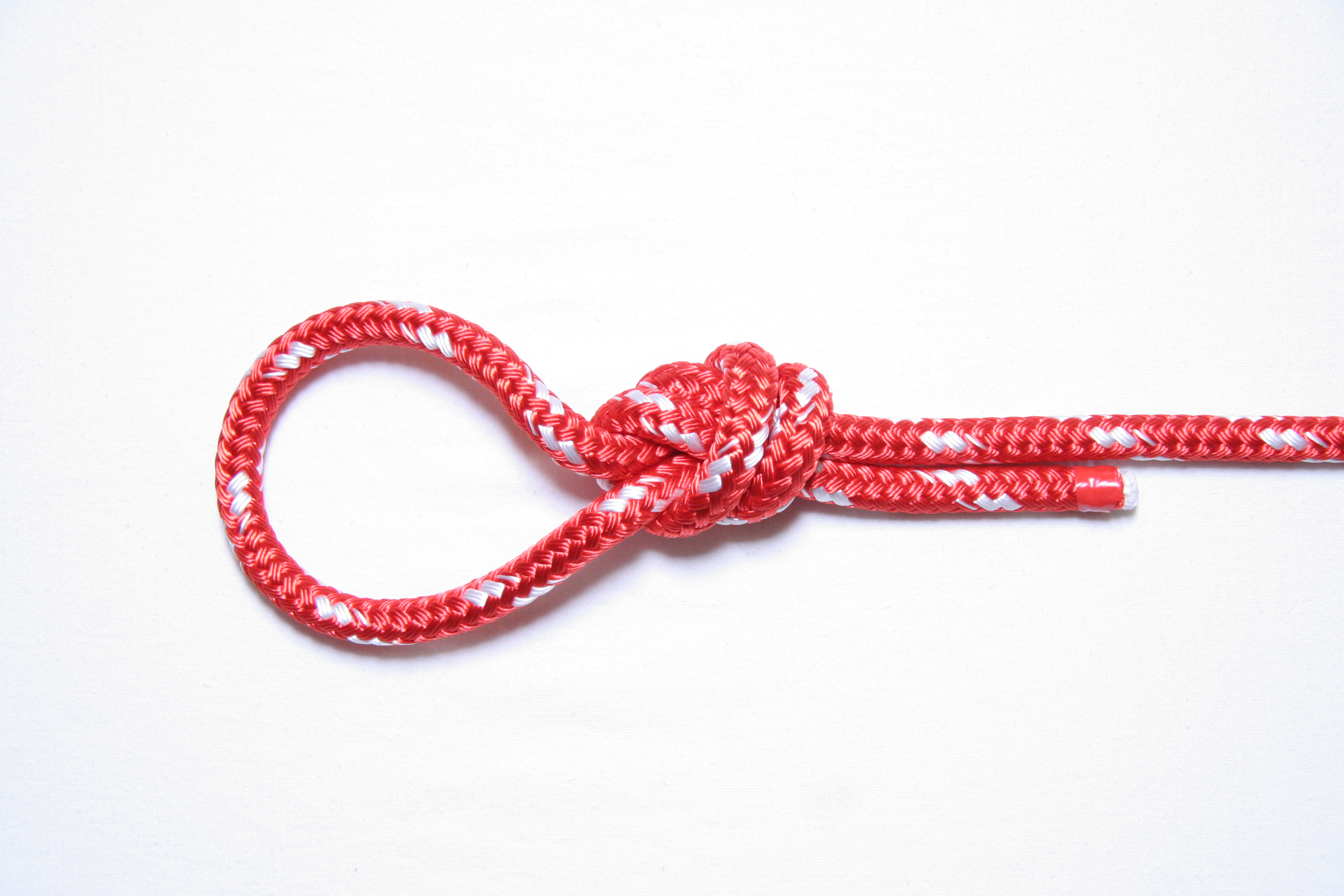
vůdcovský uzel na konci lana

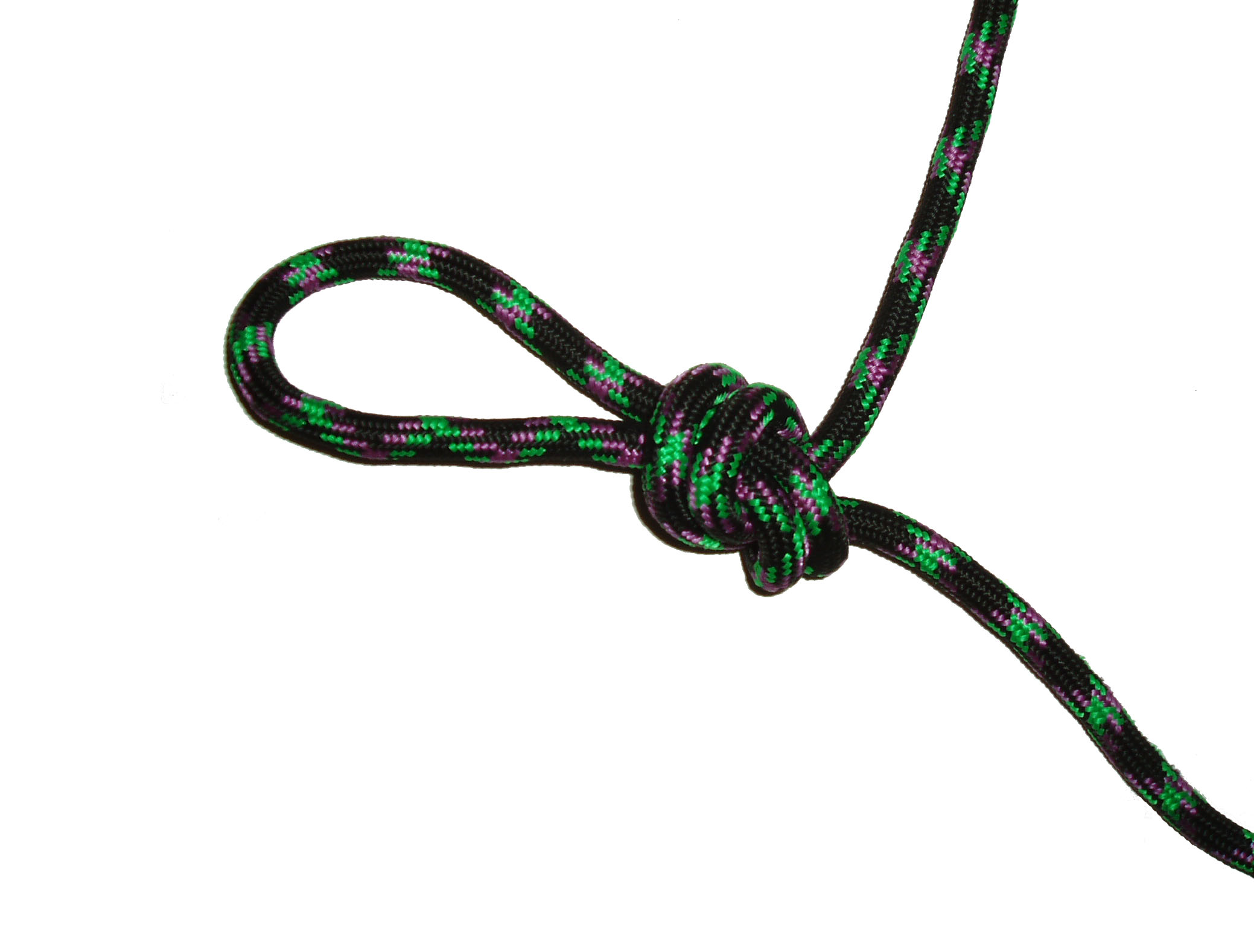
vůdcovský uzel uprostřed lana

Vůdcovský uzel (anglicky overhand loop, francouzsky nœud de plein poing, německy Führerknoten) je jeden z nejjednodušších a nejpoužívanějších uzlů. Je to nezatahující se smyčka vzniklá uvázáním očkového uzlu na dvojitém lanu (tj. lanu přehnutém na konci nebo uprostřed).

Je také nazýván krejčík, švec, poutko, chalupářský nebo Otův.

Kromě jednoduchosti vázání je výhodou malá spotřeba lana a malý objem, ale po silném dotažení se poměrně těžko rozvazuje, odtud pochází i název dubový uzel. Po velmi silném (rázovém) zatížení je ho někdy nutné rozřezat nebo rozetnout. Proto někdy bývá vhodnější nahradit ho osmičkovým uzlem, ale u něj pod větším anomálním zatížením snadno dochází k přesmyknutí.

Nosnost lana snižuje (velmi zhruba) o 50 %. 
V horolezectví se používá například k navázání ve středu lana při pohybu na ledovci nebo, především na křídových pískovcích a některých trachybazaltech, se uzel vkládá do zužující se spáry či hnízda a vyčnívající smyčka se použije k dalšímu jištění.

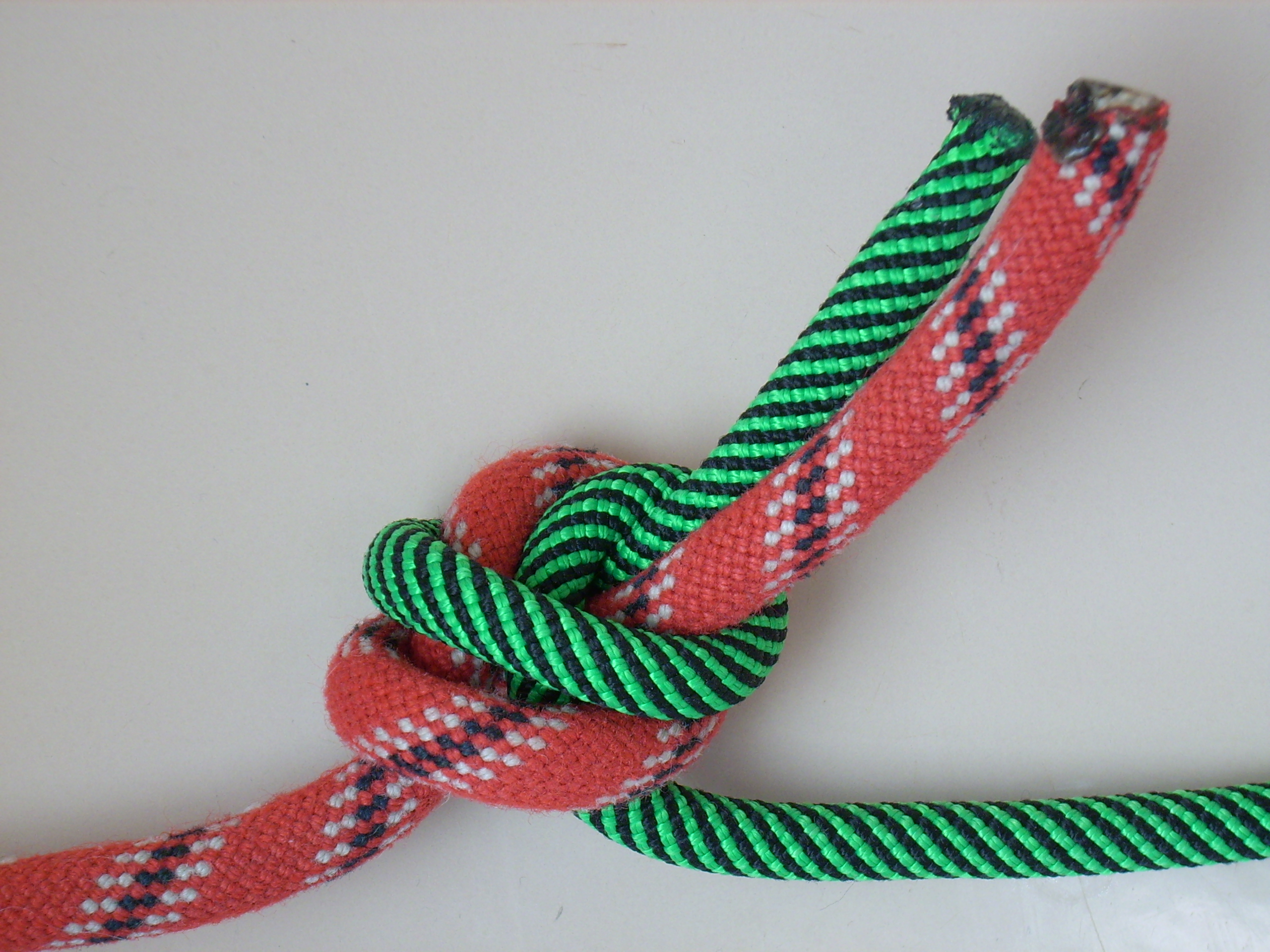
vůdcovská spojka

Pokud je použitý pro spojení lan například při slaňování, nazývá se také vůdcovská spojka nebo vůdcovský uzel stejnosměrný (anglicky offset overhand bend). Ačkoli ji Američané přezdívají EDK (čili European Death Knot), správně srovnaná a utažená, s dostatečnými volnými konci (doporučováno 30-50 cm!) nemá na běžných horolezeckých lanech tendenci k samovolnému rozvázání. Vzhledem k nižší možnosti zachycení na skalních hranách a ve spárách je pro slanění doporučována. Na lanech rozdílných průměrů se doporučují pojistné uzly, případně i uvázání dvou uzlů za sebou, testy ale prokázaly dostatečnou nosnost i pro ně.

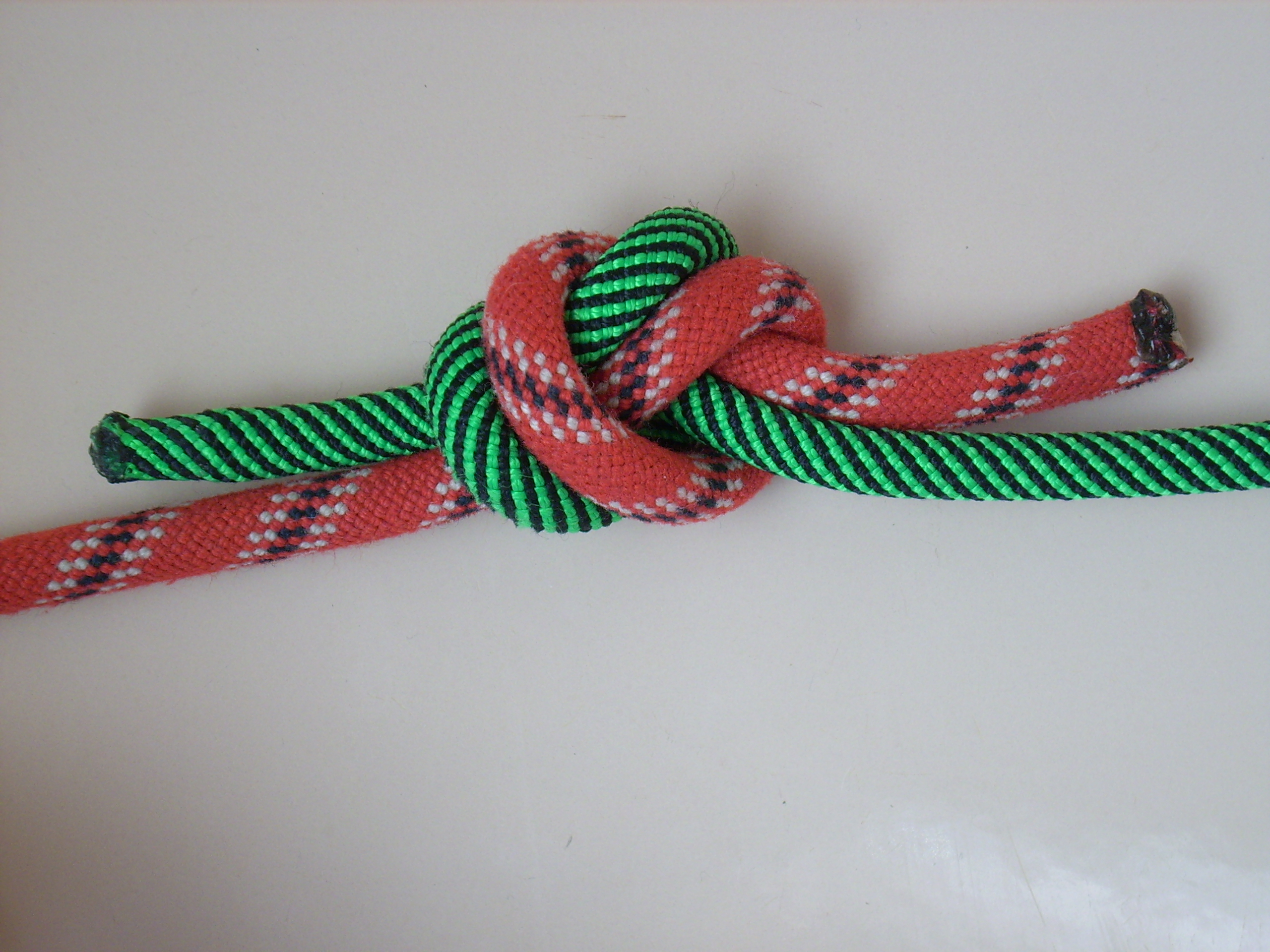
protisměrný vůdcovský uzel

Jeho variantou s normálním namáháním je protisměrný vůdcovský uzel, též protiběžný uzel, skotský uzel nebo uzel UIAA (anglicky water knot). Pokud by byl použit na spojení slaňovací smyčky, je dobré věnovat pozornost možnému vytažení volného konce zachycením za skalní výstupek (stačí opravdu jen nepatrný „zoubek“).

Údaje o snížení pevnosti vykazují asi největší variabilitu ze všech známých uzlů. Pro nylon se lze setkat se snížením na hodnoty od 44 % až po 70 %. Je vhodný pro smyčky a (jako jeden z nepříliš mnoha uzlů) i pro popruhy, ale při použití pro vysokopevnostní materiály vyžaduje pozornost. Při cyklické zátěži vykazuje tendenci ke vtahování konců do uzlu a vyžaduje jejich zajištění.
Tzv. dvojitý vůdcovský uzel vznikne protisměrným protažením delšího volného konce skrz již uvázaný uzel vůdcovské smyčky. Je možné jej použít například pro současné navázání na sedací a prsní úvaz.

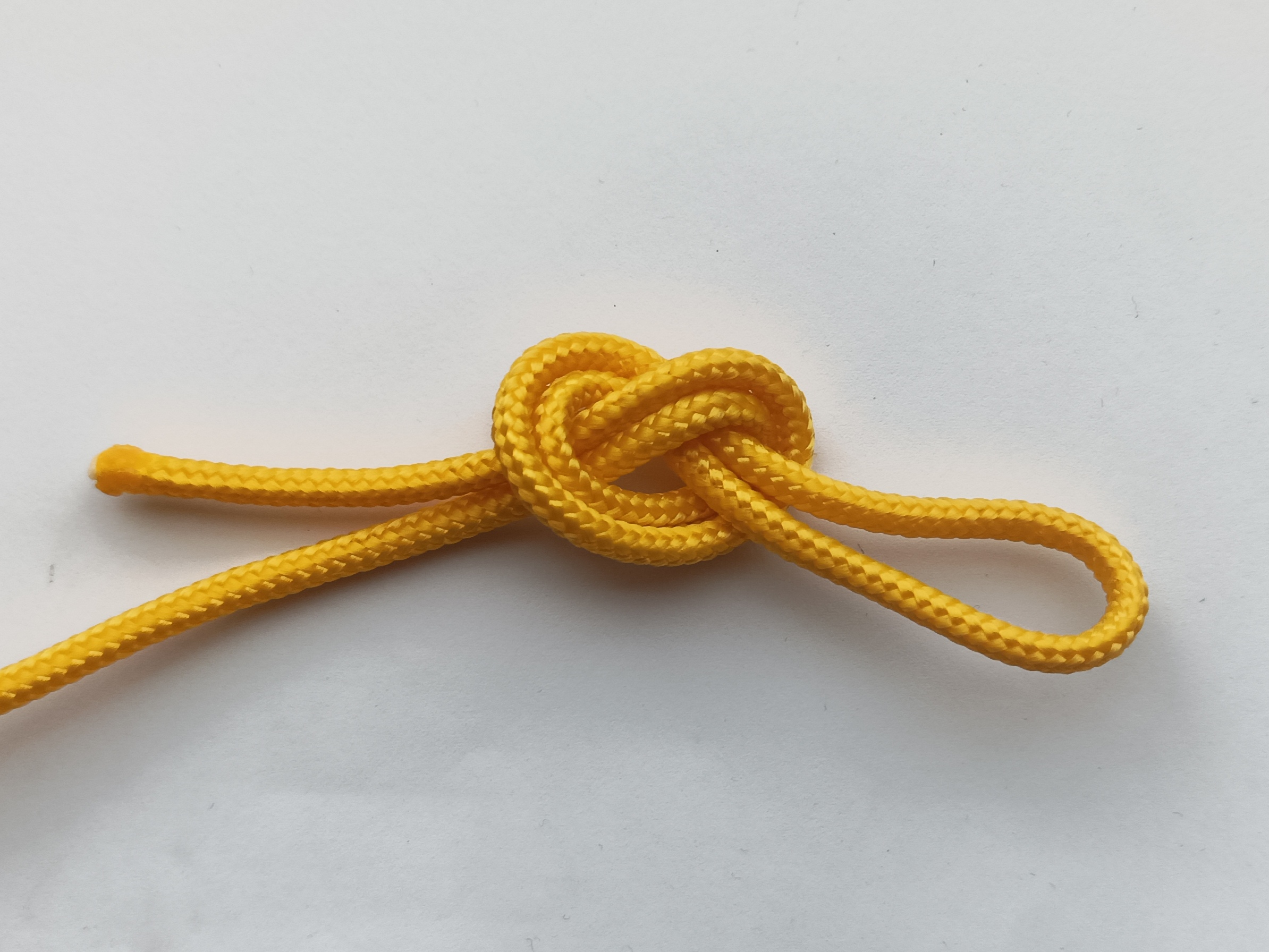
chalupářský uzel